# Anastassijewskaja
Anastassijewskaja (russisch Анастаси́евская) ist eine Staniza in der Region Krasnodar in Russland mit 10.569 Einwohnern (Stand 14. Oktober 2010).

## Geographie
Der Ort liegt knapp 90 km Luftlinie westnordwestlich des Regionsverwaltungszentrums Krasnodar im Mündungsdelta des Kuban, zwischen dem etwa 8 km südlich fließenden Hauptarm und dem großen rechten Mündungsarm Protoka, knapp 20 km nordöstlich.
Anastassijewskaja gehört zum Rajon Slawjanski und befindet sich knapp 20 km westsüdwestlich von dessen Verwaltungszentrum Slawjansk-na-Kubani (Slawjansk am Kuban). Die Staniza ist Sitz der Landgemeinde Anastassijewskoje selskoje posselenije, zu der außerdem die Weiler (chutor) Chankow (6 km südsüdwestlich), Prikubanski (9 km südwestlich) und Urma (8 km südlich, unmittelbar am Kuban) gehören.

## Geschichte
Der Ort wurde 1865 von Umsiedlern aus dem Gouvernement Woronesch gegründet und nach der Großfürstin Anastassija Michailowna (später Großherzogin von Mecklenburg; 1860–1922) benannt. Die Staniza gehörte zunächst zur Abteilung (otdel) Temrjuk der Oblast Kuban, ab 1924 zum Slawjanski rajon.

### Bevölkerungsentwicklung
| Jahr | Einwohner |
| ---- | --------- |
| 1868 | 829       |
| 1875 | 2.420     |
| 1909 | 10.570    |
| 1939 | 8.262     |
| 1959 | 7.541     |
| 1979 | 9.528     |
| 2002 | 11.061    |
| 2010 | 10.569    |

Anmerkung: ab 1959 Volkszählungsdaten

## Verkehr
Nördlich wird Anastassijewskaja von der Regionalstraße 03K-002 (ehemals R251) Temrjuk – Slawjansk-na-Kubani – Krasnodar – Kropotkin – Grenze zur Region Stawropol (dort weiter Richtung Stawropol) umgangen. Die nächstgelegene Bahnstation befindet sich im Rajonzentrum Slawjansk an der Strecke Timaschewskaja – Krymskaja.